# Ameinias (Trierarch 480 v. Chr.)
Ameinias (altgriechisch Ἀμεινίας) war ein griechischer Trierenkapitän aus dem attischen Demos Pallene. Nach Diodor 9,7,2 war er ein Bruder des Dichters Aischylos. Ameinias nahm an der Schlacht von Salamis 480 v. Chr. teil (Herodot 8, 43. 93), und soll der erste Grieche gewesen sein, der ein persisches Schiff versenkt hat. Beinahe soll er auch das Schiff der Artemisia, der Königin von Halikarnassos, versenkt haben; diese soll sich nur durch das Versenken eines ihrer Schiffe gerettet haben.